# Икономически сектор
Икономическият сектор е всяка от частите, произтичащи от разделянето на икономическата дейност на дадена държава. Икономическите сектори от своя страна се делят на отрасли.

## Трисекторна хипотеза
Според трисекторната хипотеза има три сектора: първичен, вторичен и третичен икономически сектор (в някои случаи към тази хипотеза се добавят и четвърти и пети сектор).

### Първичен икономически сектор
Първичният икономически сектор представлява добиването на суровини за преработване, като добиване на полезни изкопаеми, селско стопанство, дърводобив, лов и риболов, солодобив. Първичният сектор обединява производства и дейности, чиято продукция е жизненоважна за човека и човешкото общество. В него се отглеждат и добиват хранителни продукти и суровини, които се преработват в отраслите на вторичния сектор: енергийни и минерални, растителни и животински. С основание първичният сектор се определя като базов суровинен сектор на икономиката на дадена страна.

### Вторичен икономически сектор
Вторичният (индустриалният) икономически сектор включва онези икономически дейности, които създават завършен, използваем продукт: производството и строителството. Този сектор, като цяло, взима добитите в първичния сектор суровини и ги превръща в завършени стоки, независимо дали те са предназначени за по-нататъшно влагане в производство, за експорт или за продажба за домашно потребление. Този сектор се дели на два отрасъла: лека и тежка индустрия.

### Третичен икономически сектор
Третичният икономически сектор е съвкупността от отрасли и дейности с голямо социално значение. В него се извършват услуги, задоволяващи потребностите на хората. Третичният сектор се развива успоредно с нарастването на националното богатство и жизнения стандарт на населението.